# مقياس مكاني
في العلوم الفيزيائية، النطاق المكاني أو المقياس المكاني (بالإنجليزية: Spatial scale)، ببساطة يشير إلى قيمة أسية من مدى أو حجم من مساحة الأرض أو درس المسافة الجغرافية أو وصفها.
| أمثلة على المقاييس في الجغرافيا والأرصاد | أمثلة على المقاييس في الجغرافيا والأرصاد | أمثلة على المقاييس في الجغرافيا والأرصاد | أمثلة على المقاييس في الجغرافيا والأرصاد |
| مقياس                                    | الطول                                    | منطقة                                    | وصف                                      |
| ---------------------------------------- | ---------------------------------------- | ---------------------------------------- | ---------------------------------------- |
| مجهري                                    | 1 م - 1 كم                               | 1 م 2 - 1 كم 2                           | محلي                                     |
| متوسط                                    | 1 كم - 100 كم                            | 1 كم 2 - 10000 كم 2                      | إقليمي                                   |
| دقيق                                     | 100 كم - 10000 كم                        | 10،000 كم 2 - 100،000،000 كم 2           | قاري                                     |
| ميجا                                     | > 10000 كيلومتر                          | > 100،000،000 كم 2                       | عالمي                                    |

على سبيل المثال، في الفيزياء، يمكن تسمية المادة أو الظاهرة بالمجهرية إذا كانت صغيرة جدًا بحيث لا يمكن رؤيتها. في علم المناخ، المناخ الصغير هو مناخ قد يحدث في جبل أو وادي أو بالقرب من شاطئ بحيرة. في الإحصائيات، يعد التوجه الكبير اتجاهًا سياسيًا أو اجتماعيًا أو اقتصاديًا أو بيئيًا أو تكنولوجيًا يشمل الكوكب بأكمله أو من المفترض أن يستمر لفترة طويلة جدًا. يستخدم هذا المفهوم أيضًا في الجغرافيا وعلم الفلك والأرصاد الجوية.